# Crypsiptya mutuuri
Crypsiptya mutuuri là một loài bướm đêm trong họ Crambidae.